# John Lindgren
John Halvar Theofron Lindgren (* 8. November 1899 in Lycksele; † 30. Januar 1990 ebenda) war ein schwedischer Skilangläufer, der vor allem in den 1920er Jahren große Erfolge erreichte.
Lindgren gewann 1924 den Wasalauf, 1925 wurde er Zweiter und 1926 Dritter. Schon 1923 belegte er einen guten sechsten Platz. Bei den Skiweltmeisterschaften 1927 in Cortina d’Ampezzo wurde er sowohl über 18 km als auch über 50 km Weltmeister. Im selben Jahr belegte er den sechsten Platz beim Holmenkollen Skifestival. Bei den Weltmeisterschaften 1930 in Oslo errang er auf beiden Siegerstrecken von 1927 den siebten Platz. Auf der Langstrecke belegte er zwei Jahre später bei den Olympischen Winterspielen in Lake Placid Rang acht.
Von 1920 bis 1937 startete Lindgren bei Schwedischen Meisterschaften. Dort gewann er einmal über 30 km (1923) und dreimal über 50 km (1928, 1930, 1933). Von 1919 bis 1925 startete er für den IFK Umeå, seit 1926 für Lycksele IF.